# La reina al palau dels corrents d'aire
|  | Per a la pel·lícula basada en el llibre d'Stieg Larsson, vegeu l'article La reina al palau dels corrents d'aire (pel·lícula) |

La reina al palau dels corrents d'aire, (Luftslottet som sprängdes en suec; literalment "El castell d'aire que va explotar") és una novel·la del periodista i escriptor suec Stieg Larsson.
Es tracta d'una novel·la policíaca, i és el tercer i últim llibre de la trilogia Millennium. Està precedit per Els homes que no estimaven les dones i La noia que somiava un llumí i un bidó de gasolina, respectivament.
L'argument segueix el judici contra els criminals que porten tota la vida perseguint la Lisbeth, on ella acaba d'explicar la seva infantesa i s'allibera de la tutela per la seva suposada incapacitat mental. També insinua que reprèn la seva relació amorosa amb Blomkvist, després de renunciar a una herència del seu pare.